# Spatula versicolor

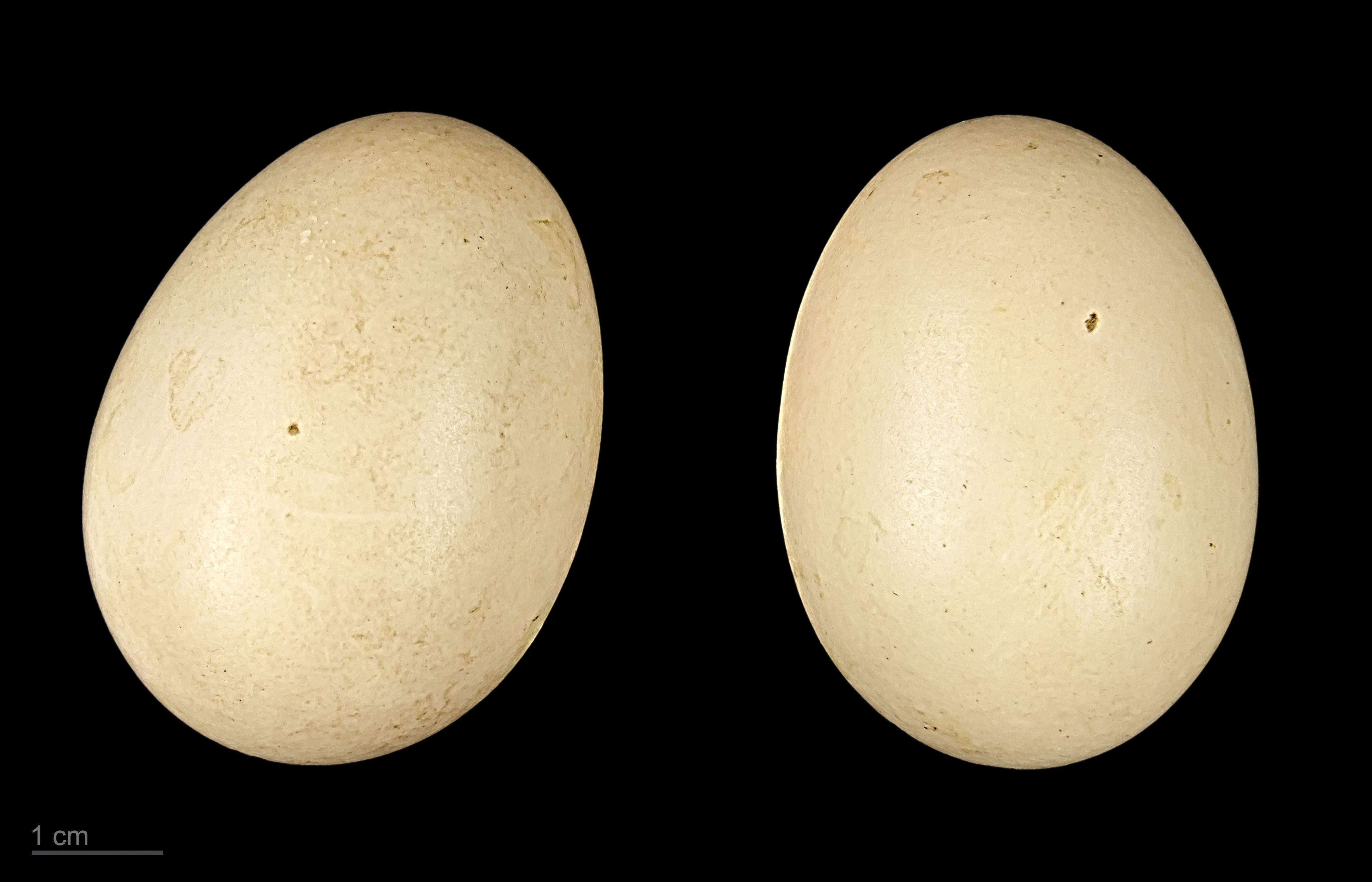
Anas versicolor

L'alzavola argentata o anatra versicolore (Spatula versicolor (Vieillot, 1816)) è un uccello della famiglia degli Anatidi, diffuso in Sudamerica.

## Descrizione
La metà superiore della testa e di color nero fin sulla nuca, il resto della testa e il collo sono di un bianco tendente al giallognolo, le penne del manto e delle spalle sono scure, la parte posteriore è bianca con raggi a sezione trasversale neri, il becco è in prevalenza celeste, le zampe sono grigie.
La lunghezza varia dai 40 a 51 cm, mentre il peso oscilla tra i 300 e i 500 grammi.

## Distribuzione e habitat
L'alzavola argentata è endemica del Sudamerica; la sua distribuzione geografica spazia dalla Bolivia e dal Brasile, sino all'Argentina, Paraguay, Uruguay e al nord del Cile.
Il loro habitat naturale sono paludi e corsi d'acqua degli altipiani e laghi con poca vegetazione in pianura.

## Biologia

### Alimentazione
L'alimentazione di questi uccelli è fatta in prevalenza di piante acquatiche, ma può includere molluschi ed insetti acquatici.

## Tassonomia
Esistono due sottospecie:
- Spatula versicolor versicolor (Vieillot, 1816)
- Spatula versicolor fretensis (King, PP, 1831)